# Hubert Papin
Hubert Papin (22 marzo 1943) è un ex cestista francese.

## Carriera
Con la Francia ha disputato i Campionati europei del 1965.